# Joan Romero González
Joan Romero i González (Albacete, Castella la Manxa, 1953) és un geògraf i ex-polític valencià. Es dedicà a l'activitat política com a militant del Partit Socialista del País Valencià-PSOE (PSPV-PSOE) ostenant diversos càrrecs de responsabilitat tant dins el partit com a les diverses institucions públiques que governà. Actualment no milita a cap partit i es dedica a la seua activitat docent i investigadora a la universitat.

## Biografia
Llicenciat en geografia i història per la Universitat de València, ha estat professor visitant a la Universitat de Leeds. Actualment és catedràtic en geografia humana per la Universitat de València i director de l'Institut Interuniversitari de Desenvolupament Local fins al 2008. Des de 2002 és responsable del projecte d'investigació Estratègies de Cooperació i Desenvolupament Territorial a Espanya i participa en projectes d'investigació de la European Spatial Planning Observation Network.
Militant del PSPV-PSOE, en fou secretari general entre 1997 i 1999, quan va dimitir arran de la crisi interna de la formació. Un any més tard abandonaria la militància cansat de les guerres entre famílies socialistes. Fou elegit diputat per la província de València a les eleccions generals espanyoles de 1982 i 1996. Ha estat Director General d'Universitats de la Generalitat Valenciana, Director General de l'Alta Inspecció, secretari general tècnic del Ministeri d'Educació d'Espanya i conseller d'Educació i Ciència de la Generalitat Valenciana el 1993-1995.

## Obres
- Geografía Humana. Procesos riesgos e incertidumbres en un mundo globalizado (2004)
- Las Otras Geografías (2006)
- España inacabada (2006)
- País complex (2007) amb Joaquín Azagra
- La secesión de los ricos (2016) amb Antonio Ariño[2]